# Sons-et-Ronchères
Sons-et-Ronchères – miejscowość i gmina we Francji, w regionie Hauts-de-France, w departamencie Aisne.
Według danych na styczeń 2014 roku gminę zamieszkiwało 230 osób, a gęstość zaludnienia wynosiła 24,5 osób/km².